# Nový Svět (Dolní Cerekev)
Nový Svět (německy Neuwelt) je vesnice, část městyse Dolní Cerekev v okrese Jihlava. Nachází se asi 1,5 km na východ od Dolní Cerekve. V roce 2009 zde bylo evidováno 90 adres. V roce 2001 zde trvale žilo 165 obyvatel.
Nový Svět leží v katastrálním území Spělov o výměře 3,82 km2.

## Název
Název se vyvíjel od varianty Neuwelt a Nowaswet (1798), Neuwelt a Nowy Svět (1846), Neuwelt a Nový Svět (1850), Neuwelt a Nový Svět (1872) až k podobě Nový Svět v letech 1881 a 1924. Místní jméno je novododobé, dávalo se místům, která byla nově osídlena.

## Historie
První písemná zmínka o obci pochází z 18. století.
V letech 1869–1900 byl osadou Batelova, v letech 1910–1980 částí Spělova a od 1. dubna 1980 místní částí Dolní Cerekev.

## Přírodní poměry
Nový Svět leží v okrese Jihlava v Kraji Vysočina. Nachází se 0,5 km jihovýchodně od Dolní Cerekve, 3 km jihozápadně od Kostelce, 4 km severozápadně od Salavic a 2,5 km severovýchodně od Spělova. Geomorfologicky je oblast součástí Česko-moravské subprovincie, konkrétně Křižanovské vrchoviny a jejího podcelku Brtnická vrchovina, v jejíž rámci spadá pod geomorfologický okrsek Špičácká vrchovina. Průměrná nadmořská výška činí 530 metrů. Severní částí území protéká řeka Jihlava.

## Obyvatelstvo
Podle sčítání 1930 zde žilo ve 20 domech 108 obyvatel. 105 obyvatel se hlásilo k československé národnosti a 2 k německé. Žilo zde 92 římských katolíků, 3 evangelíci a 12 příslušníků Církve československé husitské.
| Rok            | 1869 | 1880 | 1890 | 1900 | 1910 | 1921 | 1930 | 1950 | 1961 | 1970 | 1980 | 1991 | 2001 | 2011 |
| -------------- | ---- | ---- | ---- | ---- | ---- | ---- | ---- | ---- | ---- | ---- | ---- | ---- | ---- | ---- |
| Počet obyvatel | 112  | 97   | 89   | 92   | 94   | 85   | 108  | 85   | 118  | 151  | 141  | 149  | 165  | 229  |

## Hospodářství a doprava
Sídlí zde výroba plavek značky FAM a Tesařství Mayer. Prochází tudy silnice II. třídy č. 639 a komunikace III. třídy č. 0394, komunikace III. třídy č. 0394 a železniční trať č. 229 Havlíčkův Brod – Veselí nad Lužnicí. Dopravní obslužnost zajišťuje dopravce ICOM transport. Autobusy jezdí ve směrech Kamenice nad Lipou, Počátky, Jihlava, Rohozná, Jihlávka, Batelov a Jindřichův Hradec.

## Další fotografie

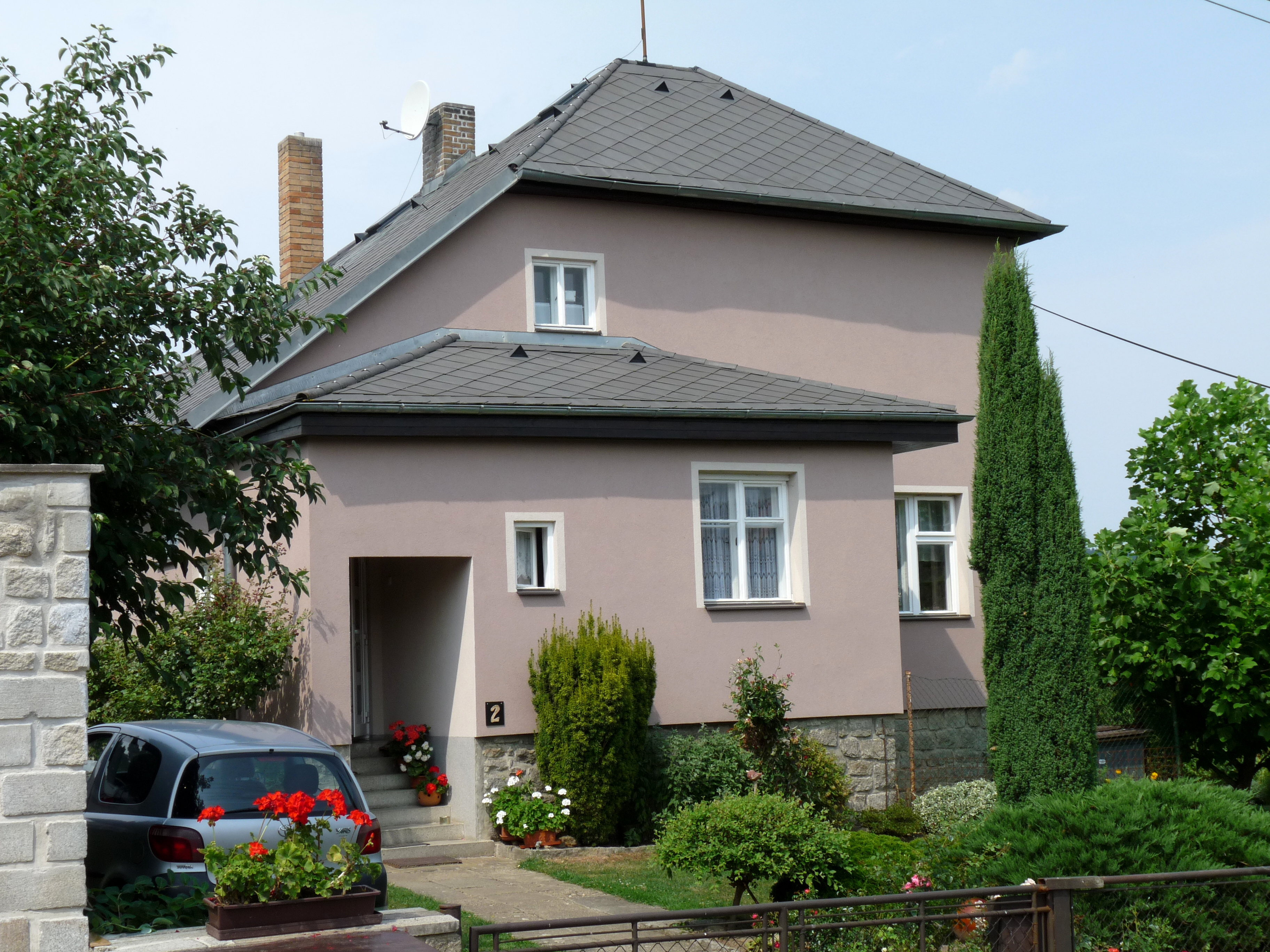
Dům čp. 2
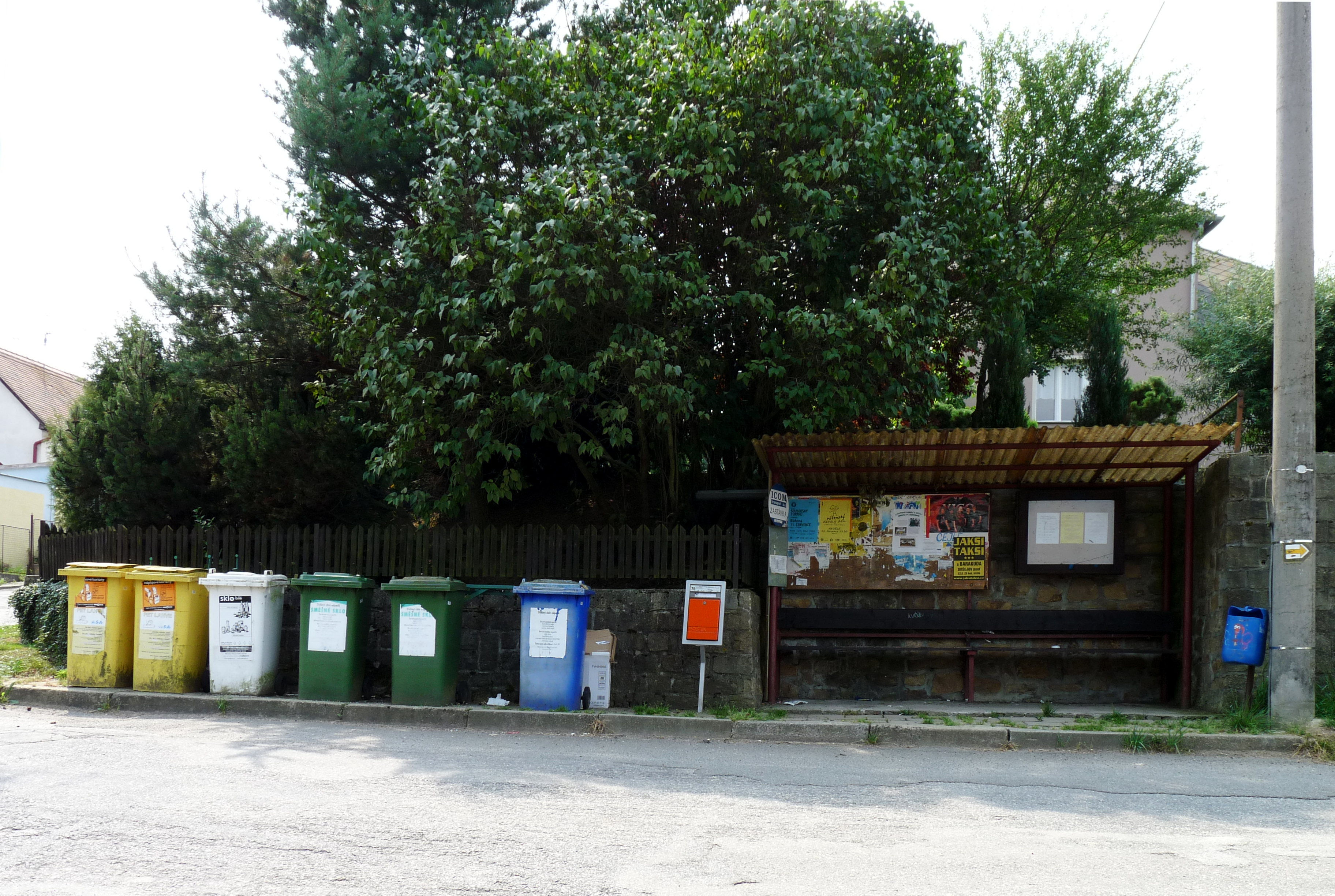
Autobusová zastávka
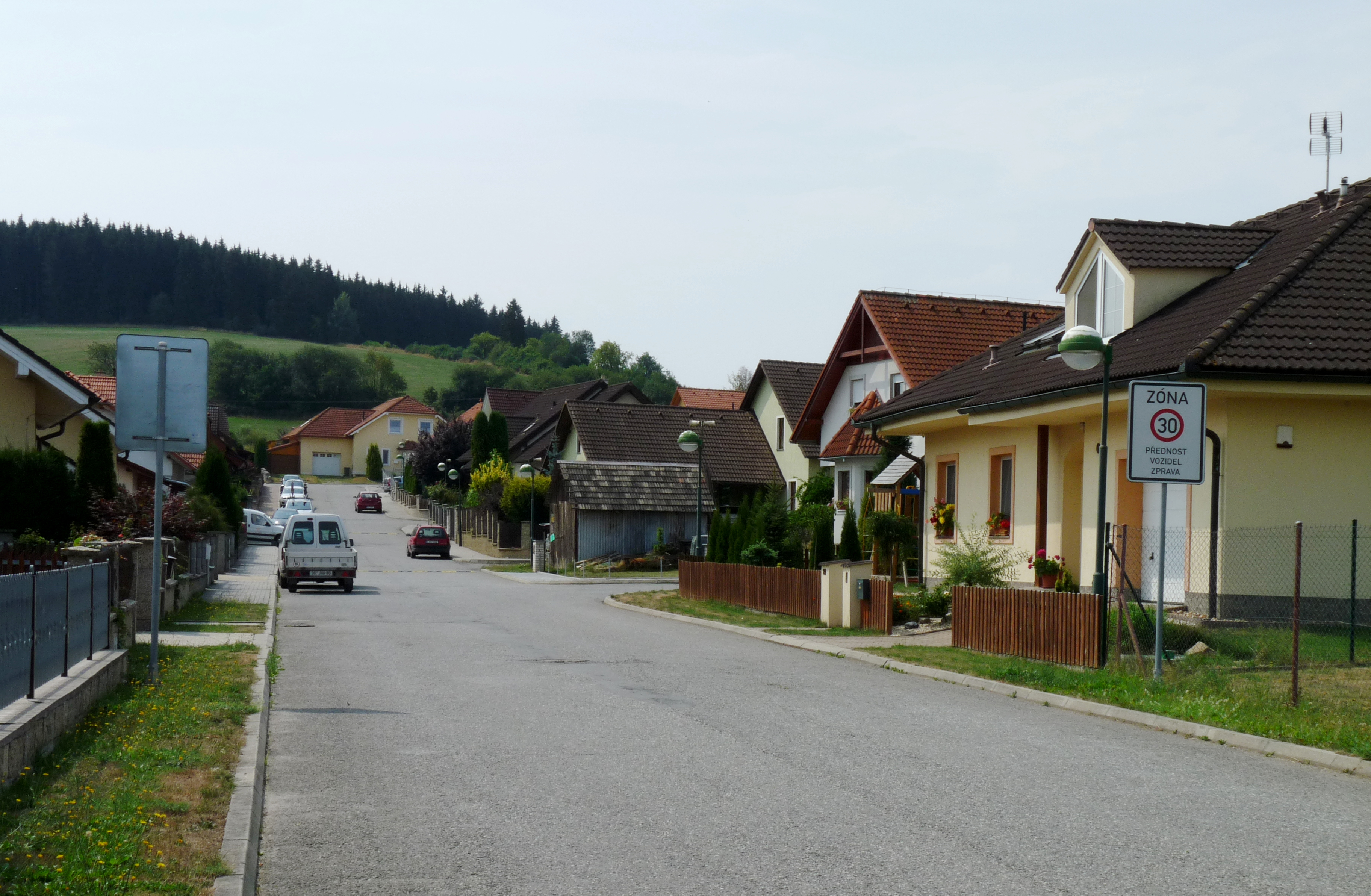
Ulice na východě vsi